# ГЕС Чіпліма (Хіракуд ІІ)
ГЕС Чіпліма (Хіракуд ІІ) — гідроелектростанція на сході центральної частини Індії у штаті Одіша. Знаходячись після ГЕС Хіракуд, становить нижній ступінь у каскаді на річці Маханаді, яка тече в Бенгальську затоку з плато Амаркантак (центральна вузлова точка на межі плоскогір'я Декан та Індо-Гангської рівнини, від якої на захід тягнуться гірські системи Сатпура і Віндх'я, а на схід розляглось плато Чхота-Нагпур).
Відпрацьована на ГЕС Хіракуд вода потрапляє у прокладений правобережжям річки дериваційний канал довжиною 26,7 км. На своєму шляху він проходить через невелике розширення — водосховище Чіпілма — довжиною біля 4 км, з якого у разі потреби вода може скидатись напряму в річку. Незадовго до приєднання каналу назад до Маханаді його перекриває будівля машинного залу, куди ресурс подається через три водоводи діаметром по 9,4 метра. На станції на початку 1960-х встановили три турбіни типу Каплан потужністю по 24 МВт, дві з яких у 1998 та 2008 роках пройшли процедуру відновлення. Обладнання працює при напорі у 22,7 метра, при цьому в першій половині 2010-х річне виробництво коливалось від 192 до 311 млн кВт-год електроенергії.
До 2009 року станція мала назву Хіракуд ІІ, проте внаслідок реорганізації була виділена в окрему компанію та перейменована.